# Maisie Richardson-Sellers
Maisie Richardson-Sellers (nascida em 2 de março de 1992) é uma atriz inglesa. Ela é conhecida por seu papéis recorrentes como Rebekah Mikaelson / Eva Sinclair na série da The CW, The Originals, assim como seu papel estrelando Mical, a filha do Rei Saul de Israel, na série bíblica da ABC, Of Kings and Prophets e como Amaya Jiwe / Vixen e Charlie / Clotho na série de super-heróis da The CW, Legends of Tomorrow.

## Vida pessoal
Richardson-Sellers se identifica abertamente como queer.

## Filmografia
| Ano  | Título                       | Papel      | Notas               |
| ---- | ---------------------------- | ---------- | ------------------- |
| 2012 | Our First World              | N/A        | Curta               |
| 2013 | Americano and Rum            | Ellie      | Curta               |
| 2015 | Star Wars: The Force Awakens | Korr Sella | Cameo               |
| ASA  | Melody                       | Melody     | Curta, pós-produção |
| 2020 | The Kissing Booth 2          | Chloe      | Longa               |

| Ano             | Título                | Papel                            | Notas                             |
| --------------- | --------------------- | -------------------------------- | --------------------------------- |
| 2014–2015, 2017 | The Originals         | Rebekah Mikaelson / Eva Sinclair | Papel recorrente, 15 episódios    |
| 2016            | Of Kings and Prophets | Mical                            | Papel principal, 9 episódios      |
| 2016–presente   | Legends of Tomorrow   | Amaya Jiwe / Vixen               | Papel principal (2ª–3ª temporada) |
| 2016–presente   | Legends of Tomorrow   | Charlie / Clotho                 | Papel principal (4ª–5ª temporada) |